# Laffly 50 AM
Samochód pancerny Laffly 50 AM – francuski samochód pancerny z okresu II wojny światowej.

## Historia
W 1932 roku we francuskiej firmie Atelier de Fabrication de Vincennes w Vincennes zbudowano rozpoznawczy samochód pancerny, który uzyskał oznaczenie AMD 50 AM (inne nazwy White-Laffly-50 lub Laffly-White). Jego konstrukcję oparto na podwoziu samochodu ciężarowego Laffly LC 2, które wzmocniono, zastosowano mocniejszy silnik, dodano dodatkowe zbiorniki paliwa. Dodano także dodatkowe stanowisko kierowcy z tyłu pojazdu. Konstrukcja nadwozia oparto na nadwoziu samochodu pancernego White TBC z okresu I wojny światowej. Pojazd uzbrojono w działko kal. 37 mm i karabin maszynowy kal. 8 mm umieszczone w obrotowej wieży.
W latach 1932–1934 zbudowano 98 samochodów tego typu.

## Użycie
Samochody te wprowadzono do użytku w armii francuskiej, 49 użytkowane były we francuskich wojskach kolonialnych w Afryce Północnej. Natomiast 49 (z tego 6 w rezerwie) użytkowano w jednym szwadronie 5 Zmotoryzowanej Dywizji Piechoty, która znajdowała się we Francji, gdzie wzięły udział w kampanii francuskiej II wojny światowej.
Po klęsce Francji pojazdy pozostały w oddziałach francuskich podporządkowanych rządowi francuskiem podporządkowanemu Niemcom. Użytkowane były do 1943 roku.